# Романенко Марія Миколаївна
Марія Миколаївна Стасюк, у шлюбі Романенко (26 травня 1964, с. Мізяківська Слобідка, Калинівського району, Вінницької області) — сучасна українська поетеса. Учасниця і переможниця багатьох літературних фестивалів і конкурсів.

## Життєпис
Народилася 26 травня 1964 року в селі Мізяківська Слобідка, Калинівського району, Вінницької області в православній українській селянській родині колгоспників. З 1971 року живе в Києві. Батько — Микола Іванович Стасюк, мати — Станіслава Петрівна Недопитанська.
З дитинства погано бачила, тому батьки її віддали до Київської спецшколи-інтернату № 5 для незрячих дітей. Під час навчання дуже важко переживала розлуку з рідними, ймовірно це вплинуло на те, що під час навчання в інтернаті остаточно втратила зір.
В інтернаті сиділа за одною партою з Олександром Петровичем Романенком (1964–2011). Одружилася з ним, у 1996 році народила сина. У 2011 році чоловік помер.
На даний момент працює в Українському товаристві сліпих і продовжує літературну діяльність.

## Відзнаки і нагороди
- Подяка Всеукраїнської благодійної організації «Обличчям До Істини» за внесок у розвиток духовності, 11 листопада 2003 року;
- Диплом Міністерства культури і мистецтв України учасниці Всеукраїнського фестивалю творчості людей з обмеженими можливостями, 2003 року;
- Диплом лауреата конкурсу «Струни душі», 16 грудня 2003 року;
- Грамота Деснянської РДА за 1-ше місце на фестивалі «Десняночка» жінок з особливими потребами у номінації «Розмовний жанр», 30 червня 2004 року;
- Грамота центрального правління УТОС, Гран-прі на всеукраїнському фестивалі творчості УТОС в номінації «Авторська творчість», Євпаторія, 5-6 жовтня 2005 року;
- Грамота за участь в заключному етапі конкурсу читецького жанру та малих театральних форм на всеукраїнському фестивалі творчості УТОС, 19-22 вересня 2010 року;
- Грамота за 1-ше місце на всеукраїнському фестивалі творчості УТОС в номінації «Авторство та щирість», Євпаторія, 20-21 вересня 2010 року;
- Диплом переможця фестивалю «Неспокій серця», III-тє місце в номінації «Літературна творчість. Поезія»